# 游洋镇
游洋镇是中国福建省莆田市仙游县下辖的一个镇，是兴化军设立最初四年的首府，是兴化县裁撤前数百年的县治。

## 行政区划
游洋镇下辖以下地区：
游洋村、梧椿村、金石村、天马村、双峰村、石里村、龙溪村、河星村、兴山村、霞峰村、石山村、鲁头村、龙山村、沽山村、里洋村、五星村和桥光村。